# Saint-Martin-sur-Lavezon
Saint-Martin-sur-Lavezon é uma comuna francesa na região administrativa de Auvérnia-Ródano-Alpes, no departamento de Ardèche. Estende-se por uma área de 23,54 km². Em 2010 a comuna tinha 441 habitantes (densidade: 18,7 hab./km²).